# Guido Raimondi
Guido Raimondi, né le 22 octobre 1953 à Naples, est un juriste italien. De 2010 à 2019, il est membre de la Cour européenne des droits de l'homme, dont il est président de 2015 à 2019.

## Biographie
Il est magistrat à partir de 1977. Dans la première partie de sa carrière, il exerce ses fonctions dans les tribunaux de première instance, en traitant des affaires civiles et pénales, jusqu'en 1986, quand il est détaché auprès du service juridique du ministère des Affaires étrangères. Entre 1989 et 1997, il est commissaire du gouvernement italien auprès de la Cour européenne des droits de l’homme à Strasbourg.
Entre 1997 et 2003, il exerce ses fonctions à la Cour de cassation, d’abord au parquet général et ensuite à la Cour en tant que conseiller. Dans la même période, il est occasionnellement juge ad hoc à la Cour européenne des droits de l’homme. En mai 2003, il rejoint l’Organisation internationale du travail (OIT) en tant que conseiller juridique adjoint. En février 2008, il devient conseiller juridique (Legal Adviser) de l’organisation, fonction qu’il exerce jusqu'au commencement de son mandat à la Cour de Strasbourg.
Le 5 mai 2010, il devient juge à la Cour européenne des droits de l'homme (CEDH) pour un mandat de neuf ans. Le 1er novembre 2012, il devient président de section et vice-président de la Cour. Le 21 septembre 2015, il est élu au poste de président de la Cour en remplacement de Dean Spielmann auquel il succède le 1er novembre suivant. Son mandat prend fin le 4 mai 2019.
Il est auteur de nombreuses publications dans le domaine du droit international, en particulier sur les droits de l’homme.
Il est parrain, avec Ana Palacio, de la promotion 2016-2017 de l'École de formation professionnelle des barreaux de la cour d'appel de Paris.